# Akademie der Künste der Welt
Die Akademie der Künste der Welt ist eine 2012 in Köln gegründete Kulturinstitution, die international ausgerichtet ist und in welche Künstler und Kulturschaffende – vor allem nichteuropäische – berufen werden. Sie ist zurückzuführen auf eine Idee des Schriftstellers Navid Kermani und des Intendanten des Hauses der Kulturen der Welt Bernd M. Scherer. Ziel der Akademie ist die Förderung des interkulturellen Dialogs in der Kunst als Ergänzung zum bestehenden Kunst- und Kulturangebot der Stadt Köln.

## Geschichte und Profil
Die Idee zur Akademie der Künste der Welt geht auf das Jahr 2007 zurück. Sie sollte zunächst 2009 und dann 2010 gegründet werden. Ihre Installation wurde aber aufgrund der schwierigen Situation des kommunalen Haushalts der Stadt Köln verschoben. Für die Umsetzung stellte der Stadtrat im Haushalt 2011 erstmals eine Million Euro bereit. Diese Summe wird jährlich fortgeschrieben. Die Projektleitung lag beim ehemaligen Leiter des Kulturamtes, Jürgen Noldt, und seinem Nachfolger im Amt, Konrad Schmidt-Werthern. Die Akademie beabsichtigt eine Kooperation mit bestehenden kulturellen Einrichtungen und vorhandenen Strukturen der Stadt. Mit Hilfe eines Stipendienprogramms werden vor allem nichteuropäische Künstler, Kunsttheoretiker, -kritiker und Kurator nach Köln eingeladen. Seit Juli 2012 ist die Akademie der Künste der Welt als gemeinnützige GmbH eine eigenständige juristische Person.
2012 bestimmte eine Findungskommission mit Ralph Christoph (strategischer Leiter des Popkultur-Festivals c/o pop), Amelie Deuflhard (Intendantin der Internationalen Kulturfabrik Kampnagel), Kasper König (Kurator), Jan Krauthäuser (Musikjournalist und DJ), Louwrens Langevoort (Intendant der Kölner Philharmonie) und Regina Wyrwoll (ehemalige Generalsekretärin der Kunststiftung NRW) die 14 Gründungsmitglieder der Akademie der Künste der Welt: Ali Samadi Ahadi, Galit Eilat, Madhusree Dutta, Monika Gintersdorfer, Tom Holert, Liza Lim, Faustin Linyekula, Hans-Ulrich Obrist, Lemi Ponifasio, Walid Raad, Rosemarie Trockel, Stefan Weidner, Liao Yiwu und Tom Zé. Neue Akademiemitglieder werden von den jeweiligen Mitgliedern der Akademie berufen. Die Mitglieder besitzen einen überwiegend nichteuropäischen künstlerischen Hintergrund und entscheiden über die Auswahl der Stipendiaten, die ihre Projekte dann in Köln durchführen können. Ferner bestimmen sie die Programmarbeit. Jedes Akademiemitglied besitzt einen eigenen Projektfonds.
Zum Programm gehört neben einem umfangreichen öffentlichen Veranstaltungsprogramm ein Artists-in-Residence-Programm. Für einen Zeitraum von drei Monaten bis zu einem Jahr können ausgewählte Fellows in Köln leben und arbeiten. Die Akademie unterstützt ferner externe Best-Practice-Projekte in den Feldern Migration und nichteuropäischer Kunst und Migration, die dann jährlich neu ausgeschrieben werden. Kulturelle und wissenschaftliche Institutionen sowie Künstler aller Sparten und aus aller Welt können ihre Projekte einreichen, die zwingend in Köln realisiert werden müssen.
Durch Kürzungen des jährlichen Etats um 40 % auf nunmehr 600.000 EUR, beschlossen vom Rat der Stadt Köln im November 2017, ist ein inhaltlich valider Fortbestand der Akademie ernsthaft gefährdet. Einige der Akademie-Mitglieder sind deshalb bereits ausgetreten oder haben einen solchen Schritt angekündigt.

## ADKDW Residency
Unter dem Titel ADKDW Residency bietet die Akademie der Künste der Welt verschiedenen Stipendien und Fellowship Programme an. Ziel ist es, internationale Denkern und Denkerinnen und Künstlern und Künstlerinnen nach Köln einzuladen, um sich dort mit lokalen Akteuren und Akteurinnen zusammenzuschließen und das Potential einer interkulturellen urbanen Gesellschaft sichtbar zu machen. Damit soll internationalen Kunst- und Kulturschaffenden die Möglichkeit gegeben werden, die Region Köln und ihre Kunst- und Kreativszene intensiv kennenzulernen, Recherche zu betreiben und neue Impulse für die eigene Arbeit zu finden.

## Leitung

### Künstlerische Leitung
Zur Präsidentin der Akademie wurde im Oktober 2012 die aus Israel stammende Schriftstellerin Galit Eilat gewählt. Bis März 2014 bestand das künstlerische Interimsteam aus Ekaterina Degot, Liza Lim und Tom Holert. Ekaterina Degot wurde im März 2014 für eine Tätigkeitsperiode von zwei Jahren zur künstlerischen Leiterin gewählt. Ekaterina Degot übernahm am 1. Januar 2018 die Intendanz des Steirischen Herbstes. Mitte Dezember 2017 wurde die indische Filmemacherin und Gründungsmitglied der Akademie Madhusree Dutta zur neuen Künstlerischen Leiterin berufen, die ihr Amt am 1. März 2018 antrat. Sie gestaltet das künstlerische Programm der Akademie bis 2021. Als ihr Nachfolger übernahm der bolivianisch-deutsche Autor, Kurator und Philosoph Max Jorge Hinderer Cruz von Januar 2022 - Mai 2023 die künstlerische Leitung. Die Nachfolge ist die kuwaitische Künstlerin und Kuratorin Ala Younis, die ihr Amt ab Mai 2023 antritt.

### Geschäftsführende Leitung
- 2012 – 2013: Sigrid Gareis
- 2014 – 2019: Elke Moltrecht[10]
- 2019 – 2021: Imke Itzen[11]
- Seit 2021: Jörg Streichert[12]

## Mitglieder

### Aktuelle Mitglieder
- Inke Arns, Direktorin des HMKV Hartware MedienKunstVerein in Dortmund
- Ute Meta Bauer, deutsche Kuratorin, Professorin und Gründungsdirektorin des Centre for Contemporary Art in Singapur
- Binna Choi, südkoreanische Kuratorin
- Madhusree Dutta, indische Filmemacherin und Kuratorin, Gründungsmitglied der Akademie
- Ntone Edjabe, kamerunischer Journalist und DJ
- Merv Espina, philippinischer Künstler und Kurator
- Nanna Heidenreich, deutsche Kulturwissenschaftlerin, seit Oktober 2016 Professorin für Digital Narratives - Theory an der ifs internationale filmschule köln
- Max Jorge Hinderer Cruz, bolivianisch-deutscher Autor, Herausgeber und Philosoph
- Soyoung Kim (alias Jeong Kim), südkoreanische Filmemacherin und Autorin
- Lawrence Liang, Autor und Rechtswissenschaftler am Alternative Law Forum in Bangalore
- Maha Maamoun, ägyptische Künstlerin, Kuratorin und freie Verlegerin der Verlagsplattform Kayfa ta
- Olivier Marboeuf, französischer Autor, Kritiker und unabhängiger Kurator
- Nana Oforiatta Ayim, ghanaische Kunstvermittlerin, Kuratorin, und Filmemacherin
- Adriana Schneider Alcure, Anthropologin und Professorin für Theater an der Universidade Federal do Rio de Janeiro (UFRJ)
- Marc Siegel, deutscher Professor für Filmwissenschaft an der Johannes Gutenberg-Universität in Mainz
- Mi You, chinesische Kuratorin und Forscherin und Professorin im Fachgebiet Kunst und Ökonomien an der Universität Kassel
- Ala Younis, kuwaitische Künstlerin, Kuratorin und Architektin
- Percy Zvomuya, simbabweanischer Autor, Journalist und Kritiker

### Ehemalige Mitglieder
- Ali Samadi Ahadi, deutscher Regisseur und Drehbuchautor, Gründungsmitglied der Akademie
- Kader Attia, französischer Künstler
- Ekaterina Degot, russische Kunsthistorikerin, Autorin und Kuratorin
- Galit Eilat, israelische freie Kuratorin und Gründungsdirektorin von The Israeli Center for Digital Art (DAL), Gründungsmitglied der Akademie
- Monika Gintersdorfer, Regisseurin und Co-Gründerin von Gintersdorfer/Klaßen, Gründungsmitglied der Akademie
- Inti Guerrero, Kunstkritiker und Kurator
- Tom Holert, deutscher Kunsthistoriker, Publizist und Künstler, Gründungsmitglied der Akademie
- Liza Lim, australische Komponistin und Philosophin, Gründungsmitglied der Akademie
- Faustin Linyekula, Choreograf und Tanzpädagoge, Gründungsmitglied der Akademie
- Tienchi Martin-Liao, chinesische Autorin und Publizistin
- Hans-Ulrich Obrist, Schweizer Kurator und Autor, Gründungsmitglied der Akademie
- Lemi Ponifasio, Choreograf und Gründer der Theater- und Tanzcompany MAU, Gründungsmitglied der Akademie
- Walid Raad, libanesischer Künstler und Dozent an der Cooper Union School of Art, Gründungsmitglied der Akademie
- David Riff, Schriftsteller, Übersetzer, Künstler und Kurator
- Mark Terkessidis, deutscher Autor, Psychologe und Pädagoge (als Mitglied des Initiativkreises an der Konzeption der Akademie beteiligt)
- Terre Thaemlitz, US-amerikanischer Multimediaproduzent, Autorin, Audioremixer und DJ
- Rosemarie Trockel, deutsche bildende Künstlerin und Professorin an der Kunstakademie Düsseldorf, Gründungsmitglied der Akademie
- Stefan Weidner, deutscher Autor, Übersetzer und Literaturkritiker, Gründungsmitglied der Akademie
- Liao Yiwu, chinesischer Schriftsteller und Dichter, Gründungsmitglied der Akademie
- Tom Zé, brasilianischer Sänger, Komponist, Autor und Performance-Künstler, Gründungsmitglied der Akademie